# Непас
Непас (ісп. Nepas) — муніципалітет в Іспанії, у складі автономної спільноти Кастилія-і-Леон, у провінції Сорія. Населення — 75 осіб (2010).
Муніципалітет розташований на відстані близько 160 км на північний схід від Мадрида, 26 км на південь від Сорії.

## Демографія
Динаміка населення (INE ):